# Isonychus kulzeri
Isonychus kulzeri är en skalbaggsart som beskrevs av Frey 1967. Isonychus kulzeri ingår i släktet Isonychus och familjen Melolonthidae. Inga underarter finns listade i Catalogue of Life.